# Heliophanus cuspidatus
Heliophanus cuspidatus là một loài nhện trong họ Salticidae.
Loài này thuộc chi Heliophanus. Heliophanus cuspidatus được Xiao miêu tả năm 2000.